# Highgrove House
Highgrove House est la résidence de campagne du roi Charles III dans le Gloucestershire, en Angleterre. Située à Doughton, près de Tetbury, Highgrove House a été achetée en 1980 par le duché de Cornouailles. Le duché gère également les propriétés environnant le manoir.

## Histoire
Construit entre 1796 et 1798 par John Paul Paul (un huguenot), et, semble-t-il, dessiné par l'architecte Anthony Keck, ce manoir a appartenu aux héritiers de Paul jusqu'en 1860. En 1850, la petite-fille de Paul, Mary Elizabeth, mourut après que sa robe eut pris feu dans la salle de bal pendant une soirée en l'honneur de son frère. Le manoir fut revendu en 1864 à un avocat, William Yatman. Il fut restauré en 1894 par les nouveaux propriétaires après qu'un autre incendie eut ravagé l'intérieur, endommageant la façade ouest dont une fenêtre s'est écroulée sur la terrasse faisant tomber le mur du dessus. Ce manoir comprend quatre salons, neuf chambres, quatre salles de réception, une aile réservée aux chambres d'enfants et des quartiers pour la domesticité. Le duché de Cornouailles a acheté, en 1980, Highgrove House au député Maurice Macmillan, fils de l'ancien Premier ministre conservateur Harold Macmillan. Cette acquisition a accru, pour le pays, l'hypothèse d'un futur éventuel mariage du prince de Galles.
Le manoir fut redécoré par Dudley Poplak, architecte d'intérieur qui a également travaillé pour l'appartement du prince et de la princesse de Galles au palais de Kensington. Le couple princier a emménagé à Highgrove à l'automne 1981. En 1988, on orna l'extérieur du manoir d'une nouvelle balustrade, d'un fronton, et de pilastres de style classique aux armes du prince de Galles. Une nouvelle annexe de plain-pied réservée aux domestiques fut également ajoutée. 
Passionné de jardinage, le prince de Galles a consacré beaucoup de temps à la conception et à l'agencement des jardins. Il a ainsi créé un jardin sauvage, un jardin à la française, un jardin potager et un jardin oriental. Il a également planté un grand nombre d'arbres dans le parc. Le parc comprend la plus grande collection nationale de hêtres. Il y a placé un buste du docteur Alan McGlashan (en).

## Domaine agricole
Le domaine de Highgrove comprend un parc bordé de forêts qui entoure le manoir de Highgrove, des exploitations agricoles et environ 364 hectares de terres cultivées par le duché de Cornouailles (appelées Home Farm). Le cheptel de bovins de Highgrove comprend des génisses et veaux de race Aberdeen-Angus, des taureaux de race Angus, des vaches croisées Angus et holstein, des gloucesters. Des moutons se partagent, avec le cheptel bovin, les pâturages.
En 1985, la décision fut prise d'adopter l'agriculture biologique sur trois parties des terres cultivables, dans une démarche d'agriculture durable. Cette démarche d'agriculture durable s'est complétée au domaine tout entier en 1996. Les produits qui en sont issus, mais également d'autres produits d'artisanat local et traditionnel, sont revendus sous le nom de « Highgrove » au profit de l'association caritative du prince, « Prince's Charity ».